# Espaço Unimed
O Espaço Unimed (anteriormente conhecido como Espaço das Américas) é uma casa de espetáculos localizada na região da Barra Funda, na cidade de São Paulo, inaugurada em 2002 e de propriedade do grupo São Paulo Eventos, do empresário Alejandro Figueroa e Marco Antônio Tobal, que também são responsáveis pela casa de shows Villa Country. O local já recebeu shows de artistas de renome nacional e internacional, como Ive, Harry Styles, Aurora, Jão, Ivete Sangalo, Los Hermanos, Criolo, Emicida, Morrissey, Noel Gallagher, Titãs, Robert Plant, Eduardo Costa, entre outros.
Em 2011, a casa passou por uma reforma e teve sua capacidade ampliada para 8000 pessoas. O espaço foi reinaugurado em 4 de dezembro de 2012 com uma apresentação do cantor Roberto Carlos.

## Lista de eventos

### Shows e turnês
| Artista              | Abertura Participações | Data                    | Turnê                                     |
| -------------------- | ---------------------- | ----------------------- | ----------------------------------------- |
| Aurora               | Yma                    | 16 de novembro de 2024  | What Happened to the Earth?               |
| IVE                  | —                      | 26 de Junho de 2024     | Show What I Have World Tour               |
| Laura Pausini        | —                      | 02 de março de 2024     | Laura Pausini World Tour 2023-2024        |
| Laura Pausini        | —                      | 03 de março de 2024     | Laura Pausini World Tour 2023-2024        |
| Luísa Sonza          | —                      | 25 de maio de 2024      | Turnê Escândalo Íntimo                    |
| Luísa Sonza          | —                      | 24 de maio de 2024      | Turnê Escândalo Íntimo                    |
| Pitty                | —                      | 14 de abril de 2024     | ACNXX                                     |
| Pitty                | —                      | 12 de abril de 2024     | ACNXX                                     |
| 5 Seconds of Summer  | —                      | 25 de julho de 2023     | The 5 Seconds of Summer Show              |
| Aespa                | —                      | 11 de setembro de 2023  | Synk: Hyper Line                          |
| Anavitória           | —                      | 9 de junho de 2022      | Turnê dos Namorados                       |
| Avril Lavigne        | —                      | 7 de setembro de 2022   | Love Sux Tour                             |
| Caetano Veloso       | —                      | 6 de maio de 2022       | Turnê Meu Coco                            |
| Caetano Veloso       | —                      | 7 de maio de 2022       | Turnê Meu Coco                            |
| Caetano Veloso       | —                      | 8 de maio de 2022       | Turnê Meu Coco                            |
| Caetano Veloso       | —                      | 24 de junho de 2022     | Turnê Meu Coco                            |
| Caetano Veloso       | —                      | 25 de junho de 2022     | Turnê Meu Coco                            |
| Caetano Veloso       | —                      | 26 de junho de 2022     | Turnê Meu Coco                            |
| Chitãozinho & Xororó | —                      | 12 de junho de 2022     | Turnê Evidências - Especial dos Namorados |
| Daniel               | —                      | 25 de março de 2022     | A Força do Amor                           |
| Daniel               | —                      | 26 de março de 2022     | A Força do Amor                           |
| Daniel               | —                      | 27 de março de 2022     | A Força do Amor                           |
| Demi Lovato          | —                      | 30 de agosto de 2022    | Holy Fvck Tour                            |
| Demi Lovato          | —                      | 31 de agosto de 2022    | Holy Fvck Tour                            |
| Djavan               | —                      | 4 de junho de 2022      | Turnê Vesúvio                             |
| Djavan               | —                      | 5 de junho de 2022      | Turnê Vesúvio                             |
| Duda Beat            | —                      | 1 de abril de 2022      | Duda Beat On Tour                         |
| Ghost                | Crypta                 | 20 de setembro de 2023  | Imperatour                                |
| Ghost                | Crypta                 | 21 de setembro de 2023  | Imperatour                                |
| Il Divo              | Steven LaBrie          | 1 de maio de 2022       | Greatest Hits Tour                        |
| Ivete Sangalo        | —                      | 23 de abril de 2022     | Tour Tudo Colorido                        |
| Jackson Wang         | —                      | 15 de maio de 2023      | MAGIC MAN World Tour                      |
| Jão                  | —                      | 18 de março de 2022     | Turnê Pirata                              |
| Jão                  | —                      | 14 de abril de 2022     | Turnê Pirata                              |
| Jão                  | —                      | 27 de maio de 2022      | Turnê Pirata                              |
| Jão                  | —                      | 14 de agosto de 2022    | Turnê Pirata                              |
| Jão                  | —                      | 20 de agosto de 2022    | Turnê Pirata                              |
| Jão                  | —                      | 11 de novembro de 2022  | Turnê Pirata                              |
| Joss Stone           | KT Tunstall            | 1 de junho de 2022      | Never Forget My Love Tour                 |
| Jota Quest           | —                      | 2 de julho de 2022      | JOTA 25 - De Volta ao Novo                |
| Juliette             | —                      | 13 de maio de 2022      | Turnê Caminho                             |
| Liam Gallagher       | —                      | 15 de novembro de 2022  | C'mon You Know Tour                       |
| Louis Tomlinson      | —                      | 28 de maio de 2022      | Louis Tomlinson World Tour                |
| Louis Tomlinson      | —                      | 29 de maio de 2022      | Louis Tomlinson World Tour                |
| Luccas Neto          | —                      | 26 de fevereiro de 2022 | Luccas Neto e a Escola de Aventureiros    |
| Luccas Neto          | —                      | 27 de fevereiro de 2022 | Luccas Neto e a Escola de Aventureiros    |
| Lulu Santos          | —                      | 29 de abril de 2022     | Alô, Base                                 |
| Måneskin             | —                      | 9 de setembro de 2022   | Loud Kids Tour                            |
| Manu Gavassi         | —                      | 7 de agosto de 2022     | Turnê Eu Só Queria Ser Normal             |
| Marisa Monte         | —                      | 4 de fevereiro de 2022  | Turnê Portas                              |
| Marisa Monte         | —                      | 5 de fevereiro de 2022  | Turnê Portas                              |
| Marisa Monte         | —                      | 11 de fevereiro de 2022 | Turnê Portas                              |
| Marisa Monte         | —                      | 12 de fevereiro de 2022 | Turnê Portas                              |
| Marisa Monte         | —                      | 21 de julho de 2022     | Turnê Portas                              |
| Marisa Monte         | —                      | 22 de julho de 2022     | Turnê Portas                              |
| Marisa Monte         | —                      | 23 de julho de 2022     | Turnê Portas                              |
| Marisa Monte         | —                      | 28 de julho de 2022     | Turnê Portas                              |
| Marisa Monte         | —                      | 29 de julho de 2022     | Turnê Portas                              |
| McFLY                | —                      | 17 de maio de 2022      | Brasil Tour 2022                          |
| McFLY                | —                      | 18 de maio de 2022      | Brasil Tour 2022                          |
| Nightwish            | —                      | 14 de outubro de 2022   | Human. :II: Nature. World Tour            |
| Rebeldes             | —                      | 4 de dezembro de 2011   | Nada Pode Nos Parar                       |
| Rebeldes             | —                      | 5 de dezembro de 2011   | Nada Pode Nos Parar                       |
| Rebeldes             | —                      | 18 de dezembro de 2011  | Nada Pode Nos Parar                       |
| Rebeldes             | —                      | 9 de junho de 2012      | Nada Pode Nos Parar                       |
| Rebeldes             | —                      | 25 de agosto de 2012    | Nada Pode Nos Parar                       |
| Rebeldes             | —                      | 9 de dezembro de 2012   | Turnê de Despedida – Rebeldes para Sempre |
| Rebeldes             | —                      | 21 de abril de 2013     | Turnê de Despedida – Rebeldes para Sempre |
| Roberto Carlos       | —                      | 31 de julho de 2022     | Roberto Carlos em São Paulo               |
| Roberto Carlos       | —                      | 5 de agosto de 2022     | Roberto Carlos em São Paulo               |
| Roberto Carlos       | —                      | 6 de agosto de 2022     | Roberto Carlos em São Paulo               |
| Rosalía              | —                      | 22 de agosto de 2022    | Motomami World Tour                       |
| Roupa Nova           | Luísa Sonza            | 8 de fevereiro de 2020  | Roupa Nova 40 Anos                        |
| Roupa Nova           | —                      | 9 de fevereiro de 2020  | Roupa Nova 40 Anos                        |
| Roupa Nova           | —                      | 25 de março de 2022     | A Força do Amor                           |
| Roupa Nova           | —                      | 26 de março de 2022     | A Força do Amor                           |
| Roupa Nova           | —                      | 27 de março de 2022     | A Força do Amor                           |
| Roupa Nova           | —                      | 10 de junho de 2022     | Roupa Nova 40 Anos                        |
| Roupa Nova           | —                      | 11 de junho de 2022     | Roupa Nova 40 Anos                        |
| Skank                | —                      | 11 de março de 2022     | Turnê da Despedida                        |
| Skank                | —                      | 12 de março de 2022     | Turnê da Despedida                        |
| Skank                | —                      | 13 de março de 2022     | Turnê da Despedida                        |
| Skank                | —                      | 21 de outubro de 2022   | Turnê da Despedida                        |
| Skank                | —                      | 22 de outubro de 2022   | Turnê da Despedida                        |